# Глебово (Калужская область)
Глебово — деревня в Ферзиковском районе Калужской области России. Входит в состав сельского поселения «Посёлок Дугна».

## География
Деревня находится в восточной части Калужской области, в зоне хвойно-широколиственных лесов, в пределах северо-западной оконечности Среднерусской возвышенности, на правом берегу реки Оки, на расстоянии примерно 13 километров (по прямой) к юго-востоку от посёлка Ферзиково, административного центра района. Абсолютная высота — 204 метра над уровнем моря.

### Климат
Климат характеризуется как умеренно континентальный, с тёплым летом и умеренно холодной снежной зимой. Среднегодовая многолетняя температура воздуха составляет 4 — 4,6 °С. Средняя температура воздуха самого тёплого месяца (июля) — 17,6 °C (абсолютный максимум — 35,9 °C); самого холодного (января) — −8,8 °C (абсолютный минимум — −39,3 °C). Безморозный период длится в среднем 149 дней. Среднегодовое количество атмосферных осадков составляет 650—730 мм, из которых большая часть выпадает в тёплый период. Снежный покров держится в течение 130—145 дней.

### Часовой пояс
Деревня Глебово, как и вся Калужская область, находится в часовой зоне МСК (московское время). Смещение применяемого времени относительно UTC составляет +3:00.

## Население
| 2002 | 2010 | 2011 |
| ---- | ---- | ---- |
| 24   | ↗29  | ↗30  |

### Половой состав
По данным Всероссийской переписи населения 2010 года в гендерной структуре населения мужчины составляли 41,4 %, женщины — соответственно 58,6 %.

### Национальный состав
Согласно результатам переписи 2002 года, в национальной структуре населения русские составляли 96 %.